# Герман Нотнагель
Герман Нотнагель (нім. Carl Wilhelm Hermann Nothnagel; 1841—1905) — вчений, лікар-терапевт, професор і директор клініки внутрішніх хвороб у Відні.

## Біографія
Народився у Пруссії, провінції Бранденбург. З 1859 по 1863 роки навчався в Берлінському університеті Фрідріха Вільгельма (нині Гумбольдтський університет Берліна), де отримав ступінь доктора медицини. У 1865—1868 роках працював асистентом у одного із провідних терапевтів німецької медичної школи Ернста фон Лейдена у Кенігсберзі, у 1866 році отримав ступінь приват-доцента. У 1868—1870 роках працював військовим лікарем і викладачем у Берліні, в 1870—1872 роках — у Вроцлаві. У 1872 році призначений ординарним професором медичної поліклініки та медичної фармакології у Фрайбурзі, з 1874 року — медичної клініки в Єні, а з 1882 року — професор університетської клініки у Відні.
Особливою популярністю користувалася його наукова робота «Керівництво по фармакології», яка неодноразово перевидавалася (останні видання — спільно з професором Россбахом) і була перекладена багатьма мовами. Крім цього, Германом Нотнагелем оприлюднено цілу низку різноманітних клінічних досліджень захворювань мозку, серця, кишечника, про епілепсію, Аддісонову хворобу та ін..
Його ім'ям названо неврологічний синдром, спричинений пухлиною головного мозку.